# Escorial romano de Los Silillos
El escorial romano de Los Silillos es un yacimiento arqueológico que se encuentra en el término municipal de Alosno, en la provincia española de Huelva.

## Historia
El yacimiento es una explotación minero metalúrgica de época romana, estando compuesto por labores mineras que se hallan diseminadas por el área y una zona dedicada a actividades metalúrgicas. Se encuentra situado en el costado sur de las mineralizaciones de Filón Norte. Los Silillos constituye el escorial romano de mayores dimensiones que hay presente en el área minera de Tharsis. Tiene su origen en el tratamiento de los minerales que se extraían de Filón Norte, siendo el cobre el metal que alcanzó una mayor producción en esta época. A comienzos del siglo XX una parte de las escorias presentes en la zona fueron reaprovechadas como balastro en el tendido de los ramales ferroviarios de la mina y de la vía general del ferrocarril de Tharsis que llegaba hasta la ría de Huelva.